# Campeonato Europeo de Atletismo Sub-23 de 1999
El II Campeonato Europeo de Atletismo Sub-23 se celebró en la ciudad de Gotemburgo (Suecia) del 29 de julio al 1 de agosto de 1999. La sede del evento fue el Estadio Ullevi.

## Resultados

### Masculino
| Evento             | Oro                                                                               | Oro      | Plata                                                                          | Plata    | Bronce                                                                        | Bronce      |
| ------------------ | --------------------------------------------------------------------------------- | -------- | ------------------------------------------------------------------------------ | -------- | ----------------------------------------------------------------------------- | ----------- |
| 100 m (+0.7 m/s)   | Hristoforos Hoidis · Grecia                                                       | 10.19    | Christian Malcolm Reino Unido                                                  | 10.28    | Marcin Nowak · Polonia                                                        | 10.28       |
| 200 m (-0.6 m/s)   | John Ertzgaard · Noruega                                                          | 20.47    | Christian Malcolm Reino Unido                                                  | 20.47    | Stefan Holz · Alemania                                                        | 20.69       |
| 400 m              | Piotr Haczek · Polonia                                                            | 45.78    | Zsolt Szeglet · Hungría                                                        | 46.09    | Marc Raquil Francia                                                           | 46.18       |
| 800 m              | Nils Schumann · Alemania                                                          | 1:45.21  | James Nolan Irlanda                                                            | 1:46.94  | Paweł Czapiewski · Polonia                                                    | 1:46.98     |
| 1.500 m            | Rui Silva Portugal                                                                | 3:44.29  | Gert-Jan Liefers · Países Bajos                                                | 3:44.60  | Mehdi Baala Francia                                                           | 3:45.41     |
| 5.000 m            | Yousef El Nasri · España                                                          | 13:30.48 | Marius Bakken · Noruega                                                        | 13:31.53 | Marco Mazza · Italia                                                          | 13:47.17    |
| 10.000 m           | Marco Mazza · Italia                                                              | 28:39.29 | Janne Holmén · Finlandia                                                       | 28:40.87 | Ovidiu Tat · Rumania                                                          | 29:26.31    |
| 110 mv (+0.4 m/s)  | Tomasz Ścigaczewski · Polonia                                                     | 13.36    | Staņislavs Olijars Letonia                                                     | 13.55    | Jan Schindzielorz · Alemania                                                  | 13.71       |
| 400 mv             | Thomas Goller · Alemania                                                          | 49.67    | Boris Gorban · Rusia                                                           | 49.94    | Periklis Iakovakis · Grecia                                                   | 49.97       |
| 3.000 m obstáculos | Günther Weidlinger · Austria                                                      | 8:30.34  | Gaël Pencréach Francia                                                         | 8:35.60  | Antonio Jiménez Pentinel · España                                             | 8:37.29     |
| 20 km marcha       | David Márquez · España                                                            | 1:23:42  | Semyon Lovkin · Rusia                                                          | 1:24:04  | Alfio Corsaro · Italia                                                        | 1:24:25     |
| 4 x 100 m          | Reino Unido Christian Malcolm Jamie Henthorn John Stewart Mark Findlay            | 38.96    | Francia Jérôme Éyana Frédéric Krantz Cédric Gold Dalg David Patros             | 39.14    | Alemania · Alexander Kosenkow · Stefan Holz · Michael Schäfer · Falk Schrader | 39.69       |
| 4 x 400 m          | Alemania · Sebastian Debnar-Daumler · Thomas Goller · Nils Schumann · Stefan Holz | 3:02.96  | Polonia · Michał Węglarski · Piotr Długosielski · Mariusz Bizoń · Piotr Haczek | 3:03.22  | Reino Unido Geoff Dearman Matthew Elias Peter Brend David Naismith            | 3:03.58     |
| Salto de altura    | Ben Challenger Reino Unido                                                        | 2.30     | Andri Sokolovski · Ucrania                                                     | 2.28     | Javier Bermejo · España                                                       | 2.22        |
| Salto con pértiga  | Romain Mesnil Francia                                                             | 5.93     | Lars Börgeling · Alemania                                                      | 5.80     | Vasiliy Gorshkov · Rusia                                                      | 5.60        |
| Salto de longitud  | Yago Lamela · España                                                              | 8.36     | Vitaliy Shkurlatov · Rusia                                                     | 8.02     | Nathan Morgan Reino Unido                                                     | 7.99        |
| Triple salto       | Ionuț Pungă · Rumania                                                             | 16.73    | Colomba Fofana Francia                                                         | 16.57    | Vasil Gergov Bulgaria                                                         | 16.53       |
| Peso               | Mikuláš Konopka · Eslovaquia                                                      | 19.60    | Joachim Olsen Dinamarca                                                        | 19.50    | Jarkko Haukijärvi · Finlandia                                                 | 19.15       |
| Disco              | Aliaksandr Malashevich · Bielorrusia                                              | 63.78    | Roland Varga · Hungría                                                         | 61.99    | Mario Pestano · España                                                        | 61.73 NU23R |
| Martillo           | Vladyslav Piskunov · Ucrania                                                      | 76.26    | András Haklits · Croacia                                                       | 73.73    | Maciej Pałyszko · Polonia                                                     | 73.50       |
| Jabalina           | Harri Haatainen · Finlandia                                                       | 83.02    | Ville Räsänen · Finlandia                                                      | 78.36    | Mark Frank · Alemania                                                         | 77.62       |
| Decatlón           | Attila Zsivoczky · Hungría                                                        | 8379     | Boris Kawohl · Alemania                                                        | 7815     | Dmitriy Ivanov · Rusia                                                        | 7787        |

### Femenino
| Evento            | Oro                                                                                 | Oro      | Plata                                                                       | Plata    | Bronce                                                                                | Bronce   |
| ----------------- | ----------------------------------------------------------------------------------- | -------- | --------------------------------------------------------------------------- | -------- | ------------------------------------------------------------------------------------- | -------- |
| 100 m (-0.2 m/s)  | Manuela Levorato · Italia                                                           | 11.26    | Olena Pastushenko · Ucrania                                                 | 11.33    | Kim Gevaert · Bélgica                                                                 | 11.39    |
| 200 m (-0.5 m/s)  | Manuela Levorato · Italia                                                           | 22.68    | Muriel Hurtis Francia                                                       | 22.85    | Sabrina Mulrain · Alemania                                                            | 22.85    |
| 400 m             | Otilia Ruicu · Rumania                                                              | 51.93    | Jitka Burianová · República Checa                                           | 52.01    | Grażyna Prokopek · Polonia                                                            | 52.28    |
| 800 m             | Claudia Gesell · Alemania                                                           | 2:03.05  | Irina Krakoviak · Lituania                                                  | 2:04.08  | Laetitia Valdonado Francia                                                            | 2:04.20  |
| 1.500 m           | Lidia Chojecka · Polonia                                                            | 4:07.86  | Yelena Zadorozhnaya · Rusia                                                 | 4:09.03  | Anca Safta · Rumania                                                                  | 4:09.78  |
| 5.000 m           | Katalin Szentgyörgy · Hungría                                                       | 15:18.80 | Cristina Casandra · Rumania                                                 | 15:22.64 | Olivera Jevtić Yugoslavia                                                             | 15:24.83 |
| 10.000 m          | Olivera Jevtić Yugoslavia                                                           | 32:37.59 | Rosaria Console · Italia                                                    | 33:05.77 | Patricia Arribas · España                                                             | 33:23.01 |
| 100 mv (-0.4 m/s) | Agnieszka Karaczun · Polonia                                                        | 13.32    | Julie Pratt Reino Unido                                                     | 13.40    | Éva Miklós · Hungría                                                                  | 13.40    |
| 400 mv            | Tasha Danvers Reino Unido                                                           | 56.00    | Ulrike Urbansky · Alemania                                                  | 56.08    | Anika Ahrens · Alemania                                                               | 57.34    |
| 20 km marcha      | Claudia Ștef · Rumania                                                              | 1:33:17  | Lyudmila Dedekina · Rusia                                                   | 1:34:02  | Melanie Seeger · Alemania                                                             | 1:34:17  |
| 4 x 100 m         | Francia Nadine Mahobah Muriel Hurtis Fabe Dia Doris Deruel                          | 43.39    | Alemania · Alice Reuss · Marion Wagner · Esther Möller · Sabrina Mulrain    | 43.53    | Polonia · Monika Długa · Irena Sznajder · Agnieszka Rysiukiewicz · Magdalena Haszczyc | 44.47    |
| 4 x 400 m         | Rusia · Tatyana Levina · Irina Yemelyanova · Marina Grishakova · Svetlana Pospelova | 3:29.04  | Alemania · Nicole Marahrens · Anika Ahrens · Ulrike Urbansky · Claudia Marx | 3:29.37  | Rumania · Ramona Popovici · Anca Safta · Andrea Burlacu · Otilia Ruicu                | 3:31.71  |
| Salto de altura   | Svetlana Lapina · Rusia                                                             | 1.98     | Amewu Mensah · Alemania                                                     | 1.93     | Linda Horvath · Austria                                                               | 1.93     |
| Salto con pértiga | Vala Flosadóttir Islandia                                                           | 4.30     | Nastja Ryshich · Alemania                                                   | 4.25     | Dana Cervantes · España                                                               | 4.15     |
| Salto de longitud | Aurélie Félix Francia                                                               | 6.85     | Inga Leiwesmeier · Alemania                                                 | 6.64     | Éva Miklós · Hungría                                                                  | 6.51     |
| Triple salto      | Cristina Nicolau · Rumania                                                          | 14.70    | Oksana Rogova · Rusia                                                       | 14.65    | Adelina Gavrilă · Rumania                                                             | 14.37    |
| Peso              | Yelena Ivanenko · Bielorrusia                                                       | 17.27    | Nadine Beckel · Alemania                                                    | 17.15    | Assunta Legnante · Italia                                                             | 16.53    |
| Disco             | Lăcrămioara Ionescu · Rumania                                                       | 58.24    | Nadine Beckel · Alemania                                                    | 57.75    | Věra Pospíšilová · República Checa                                                    | 56.65    |
| Martillo          | Florence Ezeh Francia                                                               | 64.56    | Kirsten Münchow · Alemania                                                  | 63.68    | Manuela Priemer · Alemania                                                            | 62.36    |
| Jabalina          | Susan Mathies · Alemania                                                            | 57.64    | Tetyana Lyakhovych · Ucrania                                                | 57.35    | Veera Oksanen · Finlandia                                                             | 55.90    |
| Heptatlón         | Natalya Roshchupkina · Rusia                                                        | 6125     | Yelena Prokhorova · Rusia                                                   | 6011     | Sonja Kesselschläger · Alemania                                                       | 5832     |

## Medallero
| Núm. | País            | Oro | Plata | Bronce | Total |
| ---- | --------------- | --- | ----- | ------ | ----- |
| 1    | Alemania        | 5   | 11    | 9      | 25    |
| 2    | Rumania         | 5   | 1     | 4      | 10    |
| 3    | Francia         | 4   | 4     | 3      | 11    |
| 4    | Polonia         | 4   | 2     | 4      | 10    |
| 5    | Rusia           | 3   | 7     | 2      | 12    |
| 6    | Reino Unido     | 3   | 3     | 2      | 8     |
| 7    | Italia          | 3   | 1     | 3      | 7     |
| 8    | España          | 3   | 0     | 5      | 8     |
| 9    | Hungría         | 2   | 2     | 2      | 6     |
| 10   | Bielorrusia     | 2   | 0     | 0      | 2     |
| 11   | Ucrania         | 1   | 3     | 0      | 4     |
| 12   | Finlandia       | 1   | 2     | 2      | 5     |
| 13   | Noruega         | 1   | 1     | 0      | 2     |
| 14   | Austria         | 1   | 0     | 1      | 2     |
| 14   | Grecia          | 1   | 0     | 1      | 2     |
| 14   | Yugoslavia      | 1   | 0     | 1      | 2     |
| 17   | Islandia        | 1   | 0     | 0      | 1     |
| 17   | Portugal        | 1   | 0     | 0      | 1     |
| 17   | Eslovaquia      | 1   | 0     | 0      | 1     |
| 20   | República Checa | 0   | 1     | 1      | 2     |
| 21   | Croacia         | 0   | 1     | 0      | 1     |
| 21   | Dinamarca       | 0   | 1     | 0      | 1     |
| 21   | Irlanda         | 0   | 1     | 0      | 1     |
| 21   | Letonia         | 0   | 1     | 0      | 1     |
| 21   | Lituania        | 0   | 1     | 0      | 1     |
| 21   | Países Bajos    | 0   | 1     | 0      | 1     |
| 27   | Bélgica         | 0   | 0     | 1      | 1     |
| 27   | Bulgaria        | 0   | 0     | 1      | 1     |

## Récords

### Récords del campeonato
| Atleta                                                                | Nación      | Prueba                            | Marca    | Ronda     | Fecha          |
| --------------------------------------------------------------------- | ----------- | --------------------------------- | -------- | --------- | -------------- |
| Christian Malcolm                                                     | Reino Unido | 100 metros masculino              | 10.22    | Semifinal | 29 de julio    |
| John Ertzgaard                                                        | Noruega     | 100 metros masculino              | 10.27    | Series    | 29 de julio    |
| Mikuláš Konopka                                                       | Eslovaquia  | Lanzamiento de peso masculino     | 19.60 m  | Final     | 29 de julio    |
| Lăcrămioara Ionescu                                                   | Rumania     | Lanzamiento de disco femenino     | 58.24    | Final     | 29 de julio    |
| Attila Zsivoczky                                                      | Hungría     | Decatlón                          | 8379     | Final     | 29-30 de julio |
| Claudia Gesell                                                        | Alemania    | 800 metros femenino               | 1:59.87  | Series    | 30 de julio    |
| Olivera Jevtić                                                        | Yugoslavia  | 10000 metros femenino             | 32:37.59 | Final     | 30 de julio    |
| Aurélie Félix                                                         | Francia     | Salto de longitud femenino        | 6.85     | Final     | 30 de julio    |
| Natasha Danvers                                                       | Reino Unido | 400 metros vallas femenino        | 56.00    | Final     | 31 de julio    |
| Günther Weidlinger                                                    | Austria     | 3.000 m obstáculos masculino      | 3:53.68  | Final     | 31 de julio    |
| Ben Challenger                                                        | Reino Unido | Salto de altura masculino         | 2.30     | Final     | 31 de julio    |
| Nils Schumann                                                         | Alemania    | 800 metros masculino              | 1:45.21  | Final     | 31 de julio    |
| Harri Haatainen                                                       | Finlandia   | Lanzamiento de jabalina masculino | 83.02    | Final     | 31 de julio    |
| Lidia Chojecka                                                        | Polonia     | 1500 metros femenino              | 4:07.86  | Final     | 31 de julio    |
| Manuela Levorato                                                      | Italia      | 100 metros femenino               | 11.20    | Series    | 31 de julio    |
| Katalin Szentgyörgyi                                                  | Hungría     | 5000 metros masculino             | 15:18.80 | Final     | 31 de julio    |
| Vala Flosadóttir                                                      | Islandia    | Salto con pértiga femenino        | 4.30     | Final     | 31 de julio    |
| Tatyana Levina Irina Yemelyanova Marina Grishakova Svetlana Pospelova | Rusia       | 4 x 400 m femenino                | 3:30.87  | Series    | 31 de julio    |
| Claudia Iovan                                                         | Rumania     | 20 km marcha femenino             | 1:33:17  | Final     | 1 de agosto    |
| Yousef El Nasri                                                       | España      | 5000 metros masculino             | 13:30.48 | Final     | 1 de agosto    |
| Romain Mesnil                                                         | Francia     | Salto con pértiga masculino       | 5.93     | Final     | 1 de agosto    |
| Yago Lamela                                                           | España      | Salto de longitud masculino       | 8.36     | Final     | 1 de agosto    |
| Aleksandr Malashevich                                                 | Bielorrusia | Lanzamiento de disco masculino    | 63.78    | Final     | 1 de agosto    |
| Christian Malcolm Jamie Henthorn John Stewart Mark Findlay            | Reino Unido | 4 x 100 m masculino               | 38.96    | Final     | 1 de agosto    |
| Sebastian Debnar-Daumler Thomas Goller Nils Schumann Stefan Holz      | Alemania    | 4 x 400 m masculino               | 3:02.96  | Final     | 1 de agosto    |
| Svetlana Lapina                                                       | Rusia       | Salto de altura femenino          | 1.98     | Final     | 1 de agosto    |
| Cristina Nicolau                                                      | Rumania     | Trple salto femenino              | 14.70    | Final     | 1 de agosto    |
| Susan Mathies                                                         | Alemania    | Lanzamiento de jabalina femenino  | 57.64    | Final     | 1 de agosto    |
| Nadine Mahobah Muriel Hurtis Fabe Dia Doris Deruel                    | Francia     | 4 x 100 m femenino                | 43.39    | Final     | 1 de agosto    |
| Tatyana Levina Irina Yemelyanova Marina Grishakova Svetlana Pospelova | Rusia       | 4 x 400 m femenino                | 3:29.04  | Final     | 1 de agosto    |

### Mejores marcas españolas sub-23
| Atleta                                                       | Prueba               | Marca   | Ronda | Fecha       |
| ------------------------------------------------------------ | -------------------- | ------- | ----- | ----------- |
| Vanessa Espinosa                                             | 20 km marcha         | 1:34:38 | Final | 31 de julio |
| Mario Pestano                                                | Lanzamiento de disco | 61.73   | Final | 1 de agosto |
| Iván Rodríguez, Luis Flores, Adrián Fernández, Pablo Vallejo | 4 × 400              | 3:06.33 | Final | 1 de agosto |
| Laura Antón, Elena Córcoles, Cristina Sanz, Cristina Calvo   | 4 × 100              | 44.86   | Final | 1 de agosto |